# Confederação Brasileira de Hóquei sobre a Grama e Indoor
A Confederação Brasileira de Hóquei sobre a Grama e Indoor (conhecida pela sigla CBHG) é a entidade oficial que regulamenta o hóquei sobre a grama e indoor no Brasil, além de gerenciar a seleção nacional deste esporte.
Em 2013, a Confederação assinou convênio com o SESI-SP para um projeto de formação esportiva e de alto rendimento, visando a criação de equipes para o desenvolvimento desta modalidade no país.